# Flying Dutchman Funicular
Flying Dutchman Funicular (oversat til dansk: Den Flyvende Hollænder Kabelbane) er en kabelbane ved Cape Point, nær Kap det Gode Håb i Western Cape-provinsen i Sydafrika. 

## Cape Point
Ved Cape Points parkeringsområde findes souvenirbod, posthus, kiosk, restaurant o.m.a. Der er billetsalg til kabelbanen, som fører op til det øverste af stedets to fyrtårne, og hvorfra der er den bedste udsigt over Det Indiske Ocean og False Bay.

## Banens navn
Flying Dutchman Funicular, som af nogle kaldes Cape Point Funicular, er så vidt vides den eneste kommercielle kabelbane i hele Afrika. Den har sit navn fra legenden om spøgelsesskibet Den flyvende Hollænder, som huserer i havet syd for Afrika, hvor Atlanterhavet møder Det Indiske Ocean.

## Banens forløb
Banelinjen løber mellem den nederste station (dalstationen) ved Cape Points parkeringsareal, gennem det lave buskads (kaldet 'fynbos') og op til det øverste fyrtårn. Banen er bygget som erstatning for Flying Dutchman-bussen, der måtte give op overfor et stigende antal turister. Bussen kørte sin sidste tur i 1996. Banen følger samme vej, som bussen oprindeligt kørte.

## Tekniske specifikationer
- Længde: 585 meter
- Højdeforskel fra bund til top: 87 meter
- Max. stigningsprocent: 16%
- Antal vogne: 2
- Kapacitet: 40 passagerer pr. vogn / 450 personer i timen
- Banetype: Enkeltsporet med vigespor midtvejs
- Køretid: 3 minutter
- Drivkraft: Elektricitet

## Billedgalleri
- Flying Dutchman Funicular
- Flying Dutchman Funicular
- Vigesporet midtvejs, hvor to vogne kan passere hinanden

## Links
- Cape Town Magazine's side om kabelbanen Arkiveret 6. april 2012 hos  Wayback Machine – på engelsk
- Site med beskrivelser af banen Arkiveret 20. juni 2009 hos  Wayback Machine – på engelsk